# دومینیکا کاخلیک
دومینیکا کاخلیک (لهستانی: Dominika Kachlik؛ زادهٔ ۱۴ اوت ۱۹۹۲) بازیگر اهل لهستان است.
از فیلم‌ها یا مجموعه‌های تلویزیونی که وی در آن‌ها نقش داشته است، می‌توان به دوستان، مجرد، در خوشی و سختی، پدر متیو، کلبه جنگلی و ع چون عشق اشاره نمود.